# Jim Rutherford
James Earl „Jim“ Rutherford (* 17. Februar 1949 in Beeton, Ontario) ist ein ehemaliger kanadischer Eishockeytorwart und -funktionär. Er wurde im NHL Amateur Draft 1969 in der ersten Runde an zehnter Stelle von den Detroit Red Wings ausgewählt und bestritt in der Folge über 400 Partien in der National Hockey League (NHL). Dabei stand er für die Detroit Red Wings, Pittsburgh Penguins, Toronto Maple Leafs und Los Angeles Kings auf dem Eis. Als Funktionär ist er seit Dezember 2021 als President of Hockey Operations der Vancouver Canucks tätig. Zuvor hatte er als „GM“ die Geschicke der Pittsburgh Penguins, Hartford Whalers und Carolina Hurricanes geleitet und mit beiden Franchises  bereits den Stanley Cup gewonnen. Außerdem ist er seit 2019 Mitglied der Hockey Hall of Fame.

## Spielerkarriere
Als Torhüter spielte Rutherford vor allem für die Detroit Red Wings, die ihn zweimal tauschten, ihn jedoch beide Male auch wieder zurückholten. Rutherford kann auf 457 Spiele in der NHL zurückblicken, bei denen er 14 Shutouts verbuchen konnte. 1976 konnte er bei den Red Wings mit dem klubinternen Rekord von Glenn Hall über drei Shutouts hintereinander gleichziehen. Dennoch waren Rutherfords Leistungen nicht immer stabil, so dass er immer wieder nur als „Nummer 2“ im Tor gesetzt wurde. In seiner letzten Saison als Profi kam Rutherford nur noch auf ein Spiel in der NHL und wurde dann in das Farmteam der Red Wings zurückgestuft.
Für die kanadische Nationalmannschaft spielte Rutherford bei den Weltmeisterschaften 1977 in Wien und 1979 in Moskau.

## Managerkarriere
Nach seiner aktiven Karriere wandte Rutherford sich dem Sportmanagement zu. Er wurde Direktor der Eishockeysektion der Compuware Sports Corporation. Unter seiner Leitung erwarb das Unternehmen 1984 die Windsor Spitfires, die in der Ontario Hockey League beheimatet sind. Vier Jahre leitete er die Spitfires als General Manager. 1989 konnte Rutherford gemeinsam mit dem Besitzer von Compuware Peter Karmanos die Detroit Compuware Ambassadors gründen, die erste US-amerikanische Mannschaft der Ontario Hockey League. In der zweiten Saison der Ambassadors sprang Rutherford als Trainer der Mannschaft ein, als man sich nach einer enttäuschenden Spielzeit von Andy Weidenbach, dem bisherigen Trainer, mitten in der laufenden Saison trennte. Die Ambassadors zogen unter Rutherford zum ersten Mal in die Play-offs ein. Nach dieser Saison wurde die Mannschaft in die Detroit Junior Red Wings umbenannt.
1994 übernahm die Gruppe um Karmanos die Hartford Whalers und Rutherford übernahm den Managerposten und wurde Präsident der Whalers Organisation. Trainer wurde Paul Maurice, den Rutherford noch von den Windsor Spitfires kannte. Als der Klub 1997 nach Raleigh, North Carolina übersiedelte und zu den Carolina Hurricanes wurde, behielt Rutherford die bewährten Strukturen bei. Unter Rutherford konnten sich die Hurricanes kontinuierlich steigern, bis sie 2002 im Finale der Stanley Cup Play-offs standen. Rutherford schaffte es Führungspersönlichkeiten wie Rod Brind’Amour, Glen Wesley und Kevyn Adams zu verpflichten und erfahrene Spieler wie Cory Stillman oder Ray Whitney. Rutherford zeigte Fingerspitzengefühl bei der Auswahl der Spieler im NHL Entry Draft, als er sich für Talente wie Josef Vašíček, Erik Cole, Eric Staal und Cam Ward entschied.
Nachdem die Hurricanes und 2002/03 und 2003/04 die Play-offs nicht erreichen konnte, feierten die Hurricanes unter Rutherford 2006 ihren größten Erfolg, den Gewinn des Stanley Cups. Als Präsident und General Manager der Hurricanes überwacht er auch die Aktivitäten der Florida Everblades (ECHL) und der Plymouth Whalers (OHL). Rutherford wurde 2002 von der nordamerikanischen Zeitschrift Hockey News zur NHL-Führungskraft des Jahres gewählt.
Im März 2014 gab Rutherford bekannt, zum Ende der Saison 2013/14 von all seinen Ämtern bei den Carolina Hurricanes zurückzutreten. Die Position des General Managers übernahm Ron Francis, während Peter Karmanos fortan als Präsident fungierte.
Im Juni 2014 übernahm Rutherford als General Manager bei den Pittsburgh Penguins und beerbte damit Ray Shero, der zuvor acht Jahre lang diese Position innehatte. Als erste Amtshandlung entließ er Cheftrainer Dan Bylsma. Mit den Penguins gewann er 2016 den Stanley Cup und wurde in der Folge mit dem NHL General Manager of the Year Award geehrt. Im Jahr darauf verteidigten die Penguins den Stanley Cup.
Im Jahre 2019 wurde Rutherford in die Hockey Hall of Fame gewählt. Im Januar 2021 trat er als General Manager der Penguins aus persönlichen Gründen zurück. Seine Interims-Nachfolge trat sein bisheriger Assistent Patrik Allvin an, bevor wenig später Ron Hextall als neuer „GM“ engagiert wurde.
Anschließend engagierten ihn die Vancouver Canucks im Dezember 2021 als neuen President of Hockey Operations. In dieser Position ist er vorerst auch interimsweise als General Manager tätig und trat dabei die Nachfolge von Jim Benning an. Zwischenzeitlich hatte diese Funktion Stan Smyl nur wenige Tage ausgeübt. Als neuen festen „GM“ installierte Rutherford schließlich Patrik Allvin im Januar 2022.

## Auszeichnungen
- Dave Pinkney Trophy: 1968 (gemeinsam mit Gerry Gray)
- OHL Executive of the Year: 1993 und 1994
- NHL General Manager of the Year Award: 2016
- Aufnahme in die Hockey Hall of Fame: 2019